# نو غيدر (ألقورات)
نو غيدر (بالفارسية: نوگیدر) هي مستوطنة تقع في إيران في قسم ألقورات الريفي. يقدر عدد سكانها بـ 142 نسمة .